# Server based computing
Server Based Computing is een variant van client-server computing.
Bij client-server computing worden bepaalde verwerkingstaken zoals databeheer op een centrale server uitgevoerd en andere verwerkingstaken, zoals het presenteren van de gebruikersapplicatie en printen van data, op de client. Als client wordt vaak een pc met MS Windows toegepast. Server Based Computing haalt zo veel mogelijk taken terug naar de server. De uitwisseling van data bestaat alleen nog uit beeldscherminformatie, toetsenbordaanslagen en muisbewegingen. Hierdoor wordt het mogelijk om thin clients toe te passen. Een thin client hoeft zelf over zeer weinig bronnen te beschikken, en is zeer sterk afhankelijk van de server. 
De term Server Based Computing wordt met name gebruikt voor systemen waarin een centrale server MS Windows/pc-applicaties uitvoert die normaal gesproken op decentrale pc's zouden draaien. De schermuitvoer wordt naar een thin client gestuurd die deze in een grafische MS Windows omgeving aan de gebruiker presenteert. Dit principe kan zowel op een specifieke applicatie als op de gehele gebruikersomgeving worden toegepast.

## Historie
Computers in de jaren 1950-1980 waren vooral mainframes: zeer grote computers, waar honderden tot duizenden gebruikers gelijktijdig op konden werken. Vooral banken en verzekeringsmaatschappijen gebruikten zulke mainframes op grote schaal. De mainframe was verbonden met de gebruikers via een zogenaamde domme terminal, maar alle dataverwerking gebeurde op het mainframe. Met de introductie van de pc in 1981 veranderde dat ingrijpend. Gebruikers gingen met een eigen pc gebruikmaken van data die op een centrale opslagplaats (server) waren opgeslagen. De kosten hiervan bleken in de loop der jaren hoog op te lopen. Beheer en ondersteuning vergden veel capaciteit en de snelle ontwikkelingen op pc-gebied joegen bedrijven op hoge kosten. Er waren echter al zoveel bedrijfskritische client-server toepassingen in gebruik dat terugkeer naar mainframes geen reële optie meer was. 
In 1995 introduceerde Citrix het product WinFrame, een multi-user platform voor Windows NT. WinFrame werd in korte tijd zeer populair en creëerde om zich heen een industrie aan soortgelijke en aanvullende softwareproducten. Het server based computing concept was zo succesvol dat Microsoft de technologie van Citrix in licentie nam en in 1999 Windows NT 4.0 Terminal Server Edition uitbracht waarin deze technologie werd gebruikt. Sinds die tijd werken Citrix en Microsoft nauw samen. Server based computing wordt heden ten dage door zeer veel grote bedrijven en overheden toegepast. 

## Voordelen van Server Based Computing
- Lagere kosten voor IT-beheer. Thin clients zijn vrijwel volledig op de server te beheren. Door de eenvoud van de hardware is er minder kans op hardwaredefecten. De gebruikersomgeving is afgeschermd en bewaart vaak geen gegevens, waardoor zij goed beschermd is tegen malware.
- Beter te beveiligen. Thin clients zijn zo te ontwerpen dat de applicatiedata zich nooit op de client zal bevinden. De beveiliging kan hierdoor centraal worden geregeld.
- Lagere hardware kosten. Thin client hardware is in het algemeen goedkoper omdat zij niet hoeft te beschikken over applicatiegeheugen of een krachtige processor. Ze veroudert ook minder snel en heeft minder vaak een upgrade nodig. De totale hardware-eisen voor een thin client systeem (servers en clients) zijn meestal veel lager dan van een systeem met fat clients. Een van de redenen is dat de hardware efficiënter wordt benut. Met thin clients kan geheugen worden gedeeld. Als meerdere gebruikers dezelfde applicatie draaien hoeft die slechts eenmaal op de centrale server te worden geladen. Met fat clients heeft ieder werkstation een lokale kopie in het RAM-geheugen.
- Lager energieverbruik. Gespecialiseerde thin client hardware heeft een veel lager energieverbruik dan fat client pc's. Dit bespaart niet alleen op energiekosten maar kan in sommige gevallen ook aanschaf of uitbreiding van airconditioning systemen voorkomen, wat een significante kostenbesparing kan zijn en bij kan dragen tot het halen van energiebesparingsdoelen.
- Minder diefstalgevoelig. Thin client hardware, of zij nu speciaal ontworpen is of bestaat uit hergebruikte afgeschreven pc's is vrijwel waardeloos buiten een client-server omgeving.
- Zware omgevingen. Thin clients kunnen zonder bewegende delen, waardoor zij in stoffige omgevingen kunnen worden ingezet zonder dat de koelingsventilatoren verstopt raken.
- Minder netwerkbelasting. Omdat terminal servers zich meestal samen met de dataservers op de backbone van het netwerk bevinden kan het netwerkverkeer binnen de serverruimte geïsoleerd worden. Ieder document dat op een fat client wordt geopend en opgeslagen reist 2 keer over het netwerk. In een thin client omgeving worden alleen de muisbewegingen, toetsaanslagen en scherminformatie naar/van de eindgebruiker verstuurd. Met efficiënte netwerkprotocollen als ICA en NX is dit al mogelijk bij een bandbreedte van 28,8Kbps.
- Efficiënter gebruik van resources. De specificaties van een fat client zijn gebaseerd op de maximumbelasting die een gebruiker kan genereren, die vaak niet gehaald zal worden. Thin clients gebruiken daarentegen exact zoveel resources als zij op dat moment nodig hebben. In een groot netwerk is er een goede kans dat de piekbelasting van de ene gebruiker gecompenseerd wordt door een lage belasting bij een andere gebruiker, waardoor in totaal minder resources nodig zijn.
- Eenvoudige hardware uitbreidingen. Als het systeemgebruik boven een vooraf bepaalde limiet uitstijgt, is het relatief simpel om een nieuw blade aan een server rack toe te voegen en zo het aantal resources uit te breiden tot exact de benodigde hoeveelheid. De bestaande units blijven naast de nieuwe in gebruik, in tegenstelling tot het fat client concept waar een gehele pc vervangen moet worden wat ook nog resulteert in downtijd voor de eindgebruiker.

## Nadelen van Server Based Computing
- Hogere server requirements. Een fat client server heeft minder performance nodig dan een thin client server, omdat de fat clients veel van het processorwerk zelf doen. Een thin client omgeving telt vaak een groot aantal servers, die bekendstaan als de "Server farm".
- Slechtere multimedia performance. Thin client omgevingen zijn minder bruikbaar voor multimedia-rijke toepassingen. Het versturen van geluid- en videodata zou veel bandbreedte vergen. Fat clients zijn bijvoorbeeld beter geschikt voor video gaming.
- Minder flexibiliteit. Softwareproducten voor sommige besturingssystemen (zoals MS Windows) zijn ontworpen voor personal computers die over eigen resources beschikken. Het kan problemen geven om deze producten goed te laten functioneren in een thin client omgeving.

## Server Based Computing producten
- Microsoft Windows Terminal Server (Windows NT/2000),
- Microsoft Windows Terminal Services (Windows 2003),
- Microsoft Windows Remote Desktop Services (Windows 2008 R2),
- Citrix Presentation Server,
- Citrix XenApp Server,
- AppliDis Fusion,
- 2X Application Server,
- HOBlink,
- Propalms TSE (voorheen Tarantella),
- Jetro CockpIT,
- Graphon GO-Global,